# Paranannopus caheti
Paranannopus caheti is een eenoogkreeftjessoort uit de familie van de Pseudotachidiidae. De wetenschappelijke naam van de soort is voor het eerst geldig gepubliceerd in 1964 door Soyer.